# Зайас, Гектор де
Гектор де Зайас (англ. Hector de Zayas; 7 сентября 1910, Нью-Йорк, США — 26 июля 1944, Гуам) — подполковник Корпуса морской пехоты США. Погиб в бою во время Второй битвы за Гуам (Вторая мировая война), был посмертно награждён Крестом Военно-морских сил.

## Биография и карьера
Гектор де Зайас родился 7 сентября 1910 года в Нью-Йорке. После окончания Военной академии Пикскилл де Зайас был зачислен в Военно-морскую академию США в Аннаполисе, штат Мэриленд. Получил звание второго лейтенанта морской пехоты после окончания учебы в 1932 году. Затем поступил в Базовую школу ВМС США в Филадельфии, штат Пенсильвания. После окончания школы в апреле 1933 года служил в Корпусе морской пехоты в Бостоне, штат Массачусетс. С конца 1933-го до середины 1934 года де Зайас служил на борту линкора «Нью-Мексико», а затем получил краткое назначение на крейсер «Ричмонд». К октябрю 1934 года он был назначен на военный корабль США «Трентон» и служил на этом судне до середины 1935 года. Позднее был прикреплён к 1-й бригаде морской пехоты в Куантико, штат Вирджиния, и оставался там до конца 1936 года. В январе 1937 года он начал посещать танковые курсы в Форт-Беннинге, штат Джорджия. Окончив курсы летом того же года, он вернулся в только что сформированную 1-ю танковую роту 1-й бригады морской пехоты в Куантико. В октябре того же года де Зайас принял командование ротой. Хотя де Зайас критически относился к танкам Marmon-Herrington CTLS, состоявшим на вооружении морпехов, называя их ненадёжными, он оставался в Куантико до 1939 года. В 1939-м был направлен в Китай в штабную роту 4-го полка морской пехоты, где оставался до середины 1941 года.
7 декабря 1941 года японцы атаковали Перл-Харбор, втянув США во Вторую мировую войну. Вскоре после этого Де Зайас был назначен командиром 2-го батальона 3-го полка морской пехоты. В сентябре 1942 года полк де Зайаса был переброшен в Американское Самоа и был приписан ко 2-й бригаде морской пехоты. Затем 3-й полк морской пехоты перебросили в Новую Зеландию для проведения боевой подготовки, а в июне 1943 года полк был передан в состав 3-й дивизии морской пехоты. Дивизия двинулась на Гуадалканал и провела имитацию высадки морского десанта в Эфате.

## Бугенвильская кампания
1 ноября 1943 года 3-я дивизия морской пехоты атаковала Бугенвиль. Батальон подполковника де Зайаса первым достиг острова и высадился на Голубом пляже, не встретив сопротивления со стороны обороняющихся японцев. 20 ноября де Зайас возглавил прорыв вражеского блокпоста на тропе Нума-Нума, находящегося на высоте 400 футов (120 метров), после чего удерживал высоту против нескольких контратак противника.
21 ноября батальон де Зайаса, форсируя реку Пива, был атакован шквальным огнём японских ДЗОТов. Выполняя обходной манёвр, де Зайас столкнулся с вражеским батальоном, поддерживавшим систему ДЗОТов, но смог вывести своих людей с минимальными потерями. Информация о расположении огневых точек, которую де Зайас собрал во время этой операции, сыграла важную роль в захвате района американскими войсками.
24 ноября во время Битвы при Пива-Форкс 2-й батальон 3-го полка понёс тяжёлые потери. За свои действия во время боя де Зайас был награждён Серебряной звездой. 25 декабря 3-й полк морской пехоты покинул Бугенвиль и вернулся на Гуадалканал.

## Битва за Гуам
21 июля 1944 года батальон де Зайаса высадился на берегу Красного пляжа № 1 возле мыса Аделуп во время Битвы за Гуам. Де Зайас попытался вывести морских пехотинцев через гребень между утёсом Чонито и хребтом Бундшу, но ожесточённое сопротивление противника сковало весь батальон. К концу дня рота E смогла занять высоту, но только после того, как японцы сами отступили. Весь следующий день батальон де Зайаса провёл в непрерывных боях с противником.
25 июля 2-й батальон 3-го полка морпехов пробил оборону противника в пещере на пути к Фонте-Ридж. Ночью и на следующее утро батальон отражал многочисленные атаки японских пехотинцев-камикадзе. Обе стороны понесли тяжёлые потери. К рассвету де Зайас узнал о возможности новой атаки противника и двинулся на передовую, чтобы переставить своих людей. На незащищённой передней позиции он был застрелен японским снайпером. Старший офицер 2-го батальона майор Уильям А. Калпеппер принял на себя командование до конца битвы.
Де Зайас был посмертно награждён Крестом Военно-морских сил США, а дорога, ведущая к командному пункту 3-го полка морской пехоты на Гуаме, получила название «Дорога де Зайаса» (De Zayas Road). Похоронен на Арлингтонском национальном кладбище.